# 绒叶括根
绒叶括根（学名：Rhynchosia rothii）为豆科鹿藿属下的一个种。